# Beijoca
Jorge Augusto Ferreira de Aragão, mais conhecido como Beijoca (Salvador, 23 de abril de 1954), é um ex-futebolista brasileiro e um dos maiores atacantes da história do futebol da Bahia. Beijoca foi um dos grandes ídolos do Bahia. Em 2008, ele concorreu a vereador de Salvador nas eleições municipais.

## Carreira
Beijoca, apelido que ganhou por mandar beijinhos nas comemorações dos gols que fazia, também era reconhecido por ser um jogador polêmico e controverso. Beijoca passou sete anos no Bahia (69, 70, 75, 76, 77, 78 e 84), quando conquistou seis títulos baianos (70, 75, 76, 77, 78 e 79 não foi até o final mais participou da campanha) e marcou 106 gols, o que fazem de Beijoca o 12º maior artilheiro do Bahia em todos os tempos.

### Atualidade
Beijoca virou pastor evangélico, mas não deixou as polêmicas de lado. Recentemente, declarou ao jornal "Lance" que foi mais jogador que Ronaldo, do Real Madrid.
| “ | Eu chutava com as duas pernas, era habilidoso, apesar de forte, e fatal nas finalizações, além de ser um exímio cabeceador. Fui, portanto, mais completo e melhor que ele [Ronaldo]. | ” |

O ex-artilheiro agora é também treinador, comandando os profissionais do Camaçari, mas é funcionário das Divisões de Base do Bahia. Foi liberado pelo clube para atuar no time do Pólo. Em 2004, quando completou 50 anos, foi homenageado pelo Bahia. Entrou em campo com a camisa 9 que o consagrou, antes de uma partida na Fonte Nova, e foi ovacionado pela galera. Em 2008, ele concorreu a vereador de Salvador nas eleições municipais.